# Encyclopedia of the Medieval Chronicle
Encyclopedia of the Medieval Chronicle (EMC) – encyklopedia specjalizująca się w średniowiecznych kronikach i annałach, pod redakcją Graeme’a Dunphy’ego, wydaną przez Wydawnictwo Brill w Leiden. Jest ona więc zarówno leksykonem literackim jak i podręcznikiem historiografii.

## Opis
Kroniki i annały są dziełami historycznymi napisanymi w okresie średniowiecza. Dla historyków ważne są one głównie ze względu na to, że są świadkami zapisanej w nich historii. Dla badaczy literatury ważne są ze względu na ich zainteresowanie tekstem samym w sobie, natomiast dla badaczy historii kultury ze względu na ich pogląd na udział kronik w budowaniu historii. Te, które zawierają ilustracje interesują również badaczy historii sztuki. Interdyscyplinarna dziedzina badań w zakresie kronik została ustanowiona głównie poprzez Medieval Chronicle Society. Encyclopedia of the Medieval Chronicle została rozpoczęta w ramach tego stowarzyszenia.
EMC zawiera około 2500 haseł, zazwyczaj krótkich, dotyczących poszczególnych autorów lub kronik anonimowych. Większość z nich ma korzenie w zachodnim chrześcijaństwie, jakkolwiek zawiera ona również kroniki pochodzenia słowiańskiego, bizantyjskiego, syryjskiego, muzułmańskiego oraz żydowskiego. Encyklopedia ta zawiera również około 100 haseł dotyczących kronik pochodzenia polskiego, większość z których napisana została w języku łacińskim. Hasła podają informacje dotyczące daty, języka, formy i tradycji manuskryptu oraz omawiają zagadnienia, które są podkreślane przez współczesne badania.
Istnieje również około 60 dłuższych haseł ‘tematycznych’, czyli takich, które omawiają poszczególne aspekty kronik. Dwutomowe wydanie ukazało się w 2010 roku i ma około 1830 stron oraz około 60 czarno-białych ilustracji. Wkład w napisanie EMC ma około 450 badaczy.  Wydanie elektroniczne zawierające dodatkowe hasła ma się ukazać w 2012 roku.